# Federica Dieni
Federica Dieni (Reggio Calabria, 6 marzo 1986) è una politica italiana.

## Biografia
Nasce a Reggio Calabria il 6 marzo 1986, dopo la maturità scientifica si è laureata in giurisprudenza con tesi in diritto amministrativo dal titolo "Il giudizio di ottemperanza nel nuovo codice di diritto amministrativo", presso l'Università degli Studi "Mediterranea" di Reggio Calabria nell'ottobre 2011.
Ha poi conseguito un master di II livello in "Politiche di pace e cooperazione allo sviluppo nell'area del Mediterraneo" con una tesi dal titolo "Fondi europei per lo sviluppo del Mezzogiorno" presso l'Università per stranieri "Dante Alighieri" di Reggio Calabria.
Ha conseguito nel 2015 l’abilitazione all’esercizio della professione forense.

### Elezione a deputata
Alle elezioni politiche del 2013 viene candidata alla Camera dei deputati, venendo eletta deputata tra le liste del Movimento 5 Stelle (M5S) nella circoscrizione Calabria. Nel corso della XVII legislatura della Repubblica è stata componente della 1ª Commissione Affari Costituzionali, della Presidenza del consiglio e interni, oltre che membro della Giunta per il regolamento e del Comitato permanente per i pareri.
Alle elezioni politiche del 2018 viene ricandidata alla Camera nella medesima circoscrizione come terza nelle liste proporzionale per il Movimento 5 Stelle, oltre che nel collegio uninominale di Reggio Calabria sempre per i pentastellati, dove viene rieletta (nell'uninominale) deputata con il 36,55% dei voti (45.997) contro i candidati per il centro-destra, in quota Noi con l'Italia - UDC, l'ex presidente del Consiglio regionale calabrese Francesco Talarico (44.480 voti per il 35,35%) e del centro-sinistra, in quota Civica Popolare, Vincenzo "Nico" D'Ascola (23.797 voti per il 18,91%).
Nella XVIII legislatura della Repubblica ha ricoperto il ruolo di Vice Presidente del gruppo parlamentare del M5S dal 14 giugno 2018 sino al gennaio 2020. Dal 18 aprile 2018 è componente della Giunta per il regolamento della Camera e dal 21 giugno 2018 è membro della 1ª Commissione Affari Costituzionali.
È presidente dell’Unione interparlamentare di amicizia con la Romania. 
È prima firmataria della Proposta di Legge che disciplina la figura dei segretari comunali presentata il 4 luglio 2018.
Agli inizi di febbraio 2020 lancia l’idea di unire Reggio Calabria e Messina in un’unica città metropolitana dello Stretto, per un nuovo rapporto istituzionale, sociale ed economico tra le due città in virtù della loro storia per molti versi comune e della condivisione dello stesso tratto di mare, proponendo un referendum consultivo.
All'interno del Movimento 5 Stelle è sostenitrice della sua trasformazione da movimento in un partito politico vero e proprio, oltre che della sua alleanza con il Partito Democratico e centro-sinistra.
Il 1º agosto 2022 lascia il Movimento 5 Stelle poiché in disaccordo con le decisioni assunte dai vertici del movimento in particolare sulla scelta di non votare la fiducia al governo Draghi sul dl aiuti e innescare così la miccia per la caduta dello stesso.
Il 9 agosto 2022 aderisce al gruppo Italia Viva.

### Membro del COPASIR
È componente del Comitato parlamentare per la sicurezza della Repubblica (COPASIR), prima come segretario e capogruppo del M5S dal 18 luglio 2018 al 15 giugno 2021, e successivamente dal 15 giugno 2021 è Vice Presidente unico del Comitato.
Nell'ambito delle attività del Comitato parlamentare per la sicurezza della Repubblica, è relatrice della "Relazione sulla Sicurezza energetica nell'attuale fase di transizione ecologica" pubblicata il 13 gennaio 2022.
Il documento, approvato al termine di una serie di audizioni di soggetti coinvolti nel processo di transizione energetica, ha affrontato - ben prima dello scoppio del conflitto russo-ucraino del 24 febbraio 2022 - gli effetti della crisi energetica che hanno colpito anche l'Italia e che successivamente sono stati aggravati dalla guerra.
Al suo interno è fornita la linea di indirizzo per ridurre la dipendenza dal gas naturale della Russia (importato al 40%). Nello specifico si sostiene la necessità di diversificare sia le fonti di approvvigionamento che le risorse energetiche stesse. Nel primo caso, incrementando le importazioni da quei Paesi a noi più vicini, come il nord Africa; nel secondo caso aumentando la produzione delle energie rinnovabili.
Il 27 aprile 2022 è relatrice, assieme a Paolo Arrigoni, della "Relazione sulle conseguenze del conflitto tra Russia e Ucraina nell'ambito della transizione energetica". Il documento, che si presenta come nota di aggiornamento della Relazione sopradescritta affronta il problema energetico a seguito del conflitto.
Al suo interno si sottolinea l'importante ruolo che l'Italia può giocare per divenire hub energetico del Mediterraneo, e di conseguenza dell'Europa, promuovendo partnership strutturate con il nord Africa al fine di favorire lo sviluppo e la stabilità di questo continente.
Insieme con l'On. Enrico Borghi è correlatrice della "Relazione su una più efficace azione di contrasto al fenomeno della radicalizzazione di matrice jihadista”, documento con il quale si sottolinea l’ingente peso che il web, i social ed i media hanno nella diffusione della propaganda jihadista e nello sviluppo di proseliti.